# Auto Avio Costruzioni
Auto Avio Costruzioni (AAC) era una casa automovilística  italiana, fundada por Enzo Ferrari, en 1939, en Módena  como progenitor directo de la prestigiosa marca de Ferrari.

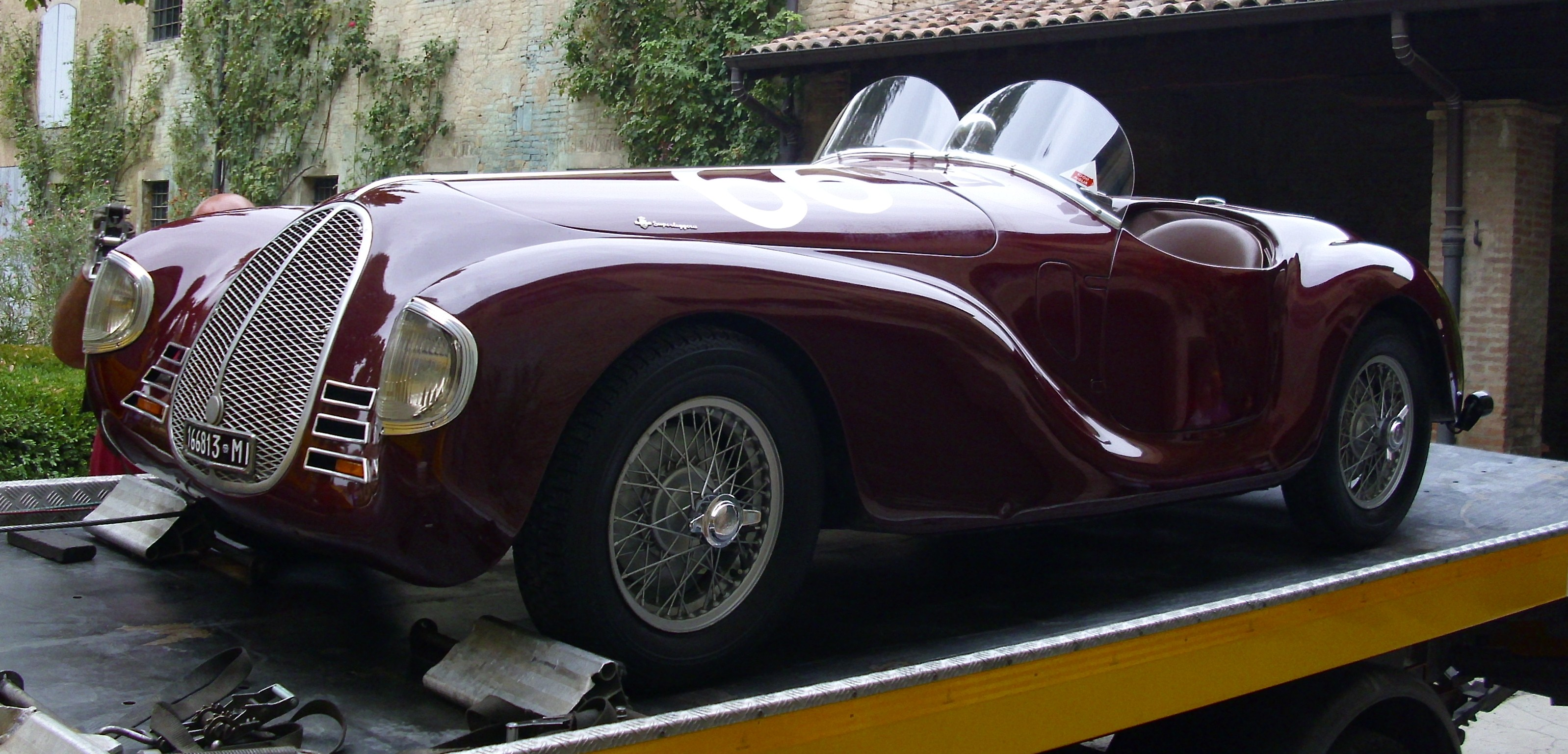
Auto Avio 815

## Historia
Después de pasar casi 20 años en Alfa Romeo, Enzo Ferrari abandonó la Casa del Portello en 1939, debido a fuertes conflictos con el nuevo director técnico Wifredo Ricart.
En esa ocasión, Ferrari firmó un acuerdo que le impedía realizar cualquier tipo de actividad competitiva con la marca Scuderia durante 5 años, pero, gracias al dinero recaudado como liquidación por Alfa Romeo, fundada en Módena el 1 de septiembre de 1939 una nueva empresa, llamada Auto Avio Costruzioni.
Con esta marca Ferrari construyó al año siguiente, para la Mille Miglia, un automóvil, llamado Auto Avio Costruzioni 815.
El objeto social de Auto Avio era la construcción de rectificadoras y piezas de aeronaves, pero pronto también se dedicó al sector de la automoción.
De esta casa salieron 2 coches Spyder, construidos con material Fiat ;de hecho, tanto el chasis como el motor (un 8 cilindros en línea de 1946 cm³, derivado del Fiat 508C 1100) eran de la empresa con sede en Turín.
El taller de carrocería Touring en Milán creó las líneas suaves y elegantes de los 2 biplazas, llamado Auto Avio 815, que, el 28 de abril de 1940, comenzó en el 1er Gran Premio de Brescia (13a edición de la Mille Miglia), con dos tripulaciones formadas por Rangoni-Nardi y Ascari-Minozzi, primo y expiloto de Alfa Romeo; este último dominó la categoría deportiva hasta los 1500 cm³, pero tuvo que retirarse debido a una falla en el motor; En cambio, Rangoni se retiró debido a la avería de la transmisión. De los dos autos, solo uno fue encontrado y restaurado y pertenecía al gran piloto Alberto Ascari. El propietario lo exhibe a menudo en el MEF (Casa Museo Enzo Ferrari) en Módena.
La aplicación del nombre Ferrari, en conjunto con la marca, se produjo nuevamente en 1943, coincidiendo con el traslado de las actividades a las nuevas plantas de Maranello.
Sin embargo, el nombre Auto Avio Costruzioni permaneció activo hasta 1957, cuando cambió a Auto Costruzioni Ferrari; posteriormente, en 1960, tuvo lugar la transformación en sociedad anónima, con el nuevo nombre SEFAC, acrónimo de Società Esigianato Fabbriche Automobili e Corse. También hubo una transposición no oficial de esta denominación, realizada por entusiastas, que decía «SEFAC» como «Semper Enzo Ferrari También Cambiando».